# ヴィルコ・ペチニカル
ヴィルコ・ペチニカル（Vilko Pečnikar、1909年 - 1984年）は、クロアチアの軍人。ウスタシャ民兵大佐。
ウスタシャ運動に参加。クロアチア独立国建国後、鉄道保安部長に任命。1944年、国防省に移る。1945年、クロアチアの国庫からの金塊搬出を組織した。
イギリス当局により逮捕され、ユーゴスラビア当局への引渡しが決定するが、ユーゴに向かう列車から脱走した。その後、イタリアに移住。